# Leptothorax laetus
Leptothorax laetus är en myrart som först beskrevs av Wheeler 1937.  Leptothorax laetus ingår i släktet smalmyror, och familjen myror. Inga underarter finns listade i Catalogue of Life.